# Muslackskinn
Muslackskinn (Xenasmatella insperata) är en svampart som först beskrevs av H.S. Jacks., och fick sitt nu gällande namn av Jülich 1979. Xenasmatella insperata ingår i släktet Xenasmatella och familjen Xenasmataceae.   Inga underarter finns listade i Catalogue of Life.